# Ramón Pérez-Maura
Ramón Emilio Pérez-Maura García-Botín  (Santander, 6 de junio de 1966) es un periodista español cuya carrera ha estado estrechamente vinculada al diario ABC. En la actualidad es director de Opinión del periódico El Debate. Es comentarista de la cadena radiofónica Onda Madrid.

## Biografía

### Orígenes familiares, Infancia y Juventud
Pérez-Maura es el tercero de los cinco hijos de Jaime Pérez-Maura de Herrera y Elena García Botín. Su padre, segundo hijo de los duques de Maura, fue un empresario del sector marítimo dedicado a la consignación de buques y a las terminales de contenedores. Su madre es una empresaria y política. Fue diputada a Cortes por Cantabria en la legislatura de 1986-89 en las listas de Alianza Popular, partido del que fue vicepresidenta en Cantabria. Los abuelos maternos de Pérez-Maura son Elena Botín Sanz de Sautuola, cuyo hermano mayor, Emilio Botín-Sanz de Sautuola, presidió el Banco de Santander durante medio siglo y Manuel García Noreña que murió víctima de un accidente de caza en 1945.  
Completó la Educación General Básica en el colegio La Salle de Santander e hizo su bachillerato en Downside School (Inglaterra) y en el Institut Dr. Schmidt (Suiza). En 1989 se licenció en Ciencias de la Información en la facultad de Comunicación de la Universidad de Navarra. En junio de 1990 disfrutó de una beca otorgada por la prestigiosa Fletcher School of Law and Diplomacy, Tufts University (Massachusetts) para realizar el curso American Civilization.

### Vida personal
Se casó en 1993 con Clara Isabel de Bustos Marín (fallecida en 2003), hija de los duques de Estremera, redactora de la sección de Cultura de ABC y posteriormente corresponsal de la Familia Real del mismo diario. Contrajo nuevo matrimonio en 2005 con Mercedes García-Noblejas. El matrimonio se separó en 2008 y posteriormente fue anulado canónica y civilmente. Tiene dos hijos de su primer matrimonio, Casilda (1995) y Borja (1997) y una hija del segundo Gadea (2007). Contrajo un tercer matrimonio en 2021 con Mónica Prado Pérez-Seoane, viuda del abogado Rodrigo Uría Meruéndano.
Desde el 30 de noviembre de 2001 tiene, además de la española, la nacionalidad colombiana otorgada por decreto presidencial. El presidente Andrés Pastrana Arango le tomó juramento en la ciudad de Cartagena de Indias el 2 de diciembre de ese mismo año.

## Trayectoria periodística

### ABC
Se incorporó a ABC en julio de 1989 como becario de la Sección Internacional. Tras la invasión de Kuwait por Irak, fue nombrado corresponsal en Oriente Medio con sede en El Cairo, a donde se trasladó como corresponsal (agosto de 1990-marzo de 1991). En esa etapa en Oriente Medio le correspondió informar de la totalidad de la Primera Guerra del Golfo (1990-91) y del final de los quince años de la Guerra del Líbano. En Beirut realizó la última entrevista y las últimas fotografías a Dany Chamoun y su familia. Chamoun era presidente del Partido Liberal Nacional e hijo del expresidente Camille Chamoun. Doce horas después de esa entrevista el domicilio de los Chamoun fue asaltado y la familia aniquilada. La entrevista y las fotos hechas por Pérez-Maura fueron compradas por Paris Match. 
A lo largo de su carrera ha viajado a más de medio centenar de países de África, Asia, Oriente Medio, América del Norte, Centro y Sur y Europa Occidental, Central y Oriental. 
Tras más de tres décadas ligado al Diario ABC, comunicó su salida en octubre de 2020 debido a desacuerdos con el modelo periodístico de los nuevos editores del periódico. Desde ese mismo año, el diario dejó de estar presidido por la familia Luca de Tena.
En mayo de 2021 Pérez-Maura publicó unas memorias de sus 31 años en ABC con valoraciones muy críticas sobre la gestión de Vocento en los años inmediatamente anteriores al frente del diario.

### El Debate
Pérez-Maura se unió al equipo que el 1 de octubre de 2021 volvió a editar el periódico El Debate, cerrado por el Gobierno[¿cuál?] en 1936. Bajo la dirección de Bieito Rubido y editado por la Asociación Católica de Propagandistas al equipo se han sumado varios profesionales y columnistas que también estuvieron en ABC y discreparon con la línea impuesta por la nueva propiedad.[cita requerida]

### Radio: COPE y Onda Madrid
Ha tenido una presencia frecuente en numerosos programas de radio y televisión, destacadamente en la cadena COPE donde empezó en 2002 en el programa La tarde con Cristina y de donde se fue en 2006 por el enfrentamiento entre su diario y la cadena a causa de los ataques a ABC de Federico Jiménez Losantos. Regresó a COPE en 2009 y allí estuvo en diversos programas hasta que el 29 de mayo de 2018 escribió una carta al presidente de la emisora, Fernando Giménez Barriocanal, anunciando su abandono de la emisora por el mobbing laboral al que se había sometido al director de La linterna, Juan Pablo Colmenarejo. Desde septiembre de 2018 acompaña a Colmenarejo en Onda Madrid.

### Atresmedia
Entre 2011 y 2014 fue contertulio del programa Al rojo vivo (La Sexta), primero en La Sexta 2 y después en La Sexta. Salió del programa con un polémico artículo de despedida en ABC titulado “Que le vaya bonito, señor marqués” en el que acusaba al presidente de Atresmedia, José Manuel Lara, de importarle más el dinero que ganaba con La Sexta que las ideas en las que afirmaba creer. Pérez-Maura decía de sí mismo que había sido un “tonto útil” por haber participado en ese juego, pero que accionistas como Lara, Manuel Jove o Juan Abelló eran más tontos. El vicepresidente de Atresmedia, Maurizio Carlotti, denunció a Pérez-Maura en Twitter con un artículo titulado “Un tonto sale del armario” en el que decía que no parecía haberle importado cobrar 30.000 euros a lo largo de esos años. Pérez-Maura se vio obligado a reconocer la cifra y donó esa cantidad a Cáritas.

## Publicaciones
Sus trabajos han aparecido en diversas publicaciones extranjeras, entre otras en The Wall Street Journal y The Wall Street Journal Europe, Gazeta Wyborcza de Polonia, Duma, Trud y 24 Horas de Bulgaria, Paris Match, La Tercera de Santiago de Chile, La Nación de Buenos Aires, El Tiempo de Bogotá, El Comercio de Lima, la revista colombiana Gatopardo y la peruana Política Internacional. Ha publicado las siguientes monografías:
- Memorias de un periodista. Tres décadas en ABC. (ISBN 978-84-18709—38-8) Editorial Almuzara. Madrid, mayo de 2021
- El rey posible. Simeón de Bulgaria (ISBN 84-95894-23-8) Belaqva. Madrid, junio de 2002, descrito por Vanity Fair (septiembre de 2003, 20th Anniversary Issue) como “la más completa biografía de Simeón”
- Del Imperio a la Unión Europea: La huella de Otto de Habsburgo en el siglo XX (ISBN 84-321-3158-X) Ediciones Rialp. Madrid, noviembre de 1997. Con prólogo del comisario europeo Marcelino Oreja Aguirre y epílogo del presidente de las Cortes, Federico Trillo-Figueroa.
- Europa Occidental: De la postguerra mundial a nuestros días, Gran Historia Universal del Club Internacional del Libro, (ISBN 84-7758-448-6) Madrid, 1992. Dirigido por Demetrio Ramos, de la Real Academia de la Historia.
- De los naturales de estas tierras que sirvieron a España allende las lindes de la provincia Perfiles de Cantabria (ISBN 84-87678-21-1) Fundación Marcelino Botín. Santander, 1995 dirigido por Pedro Crespo de Lara.

### Prólogos a obras ajenas
Ha prologado los libros Colombia: Salto al vacío 1994-1998 de Alberto Mesa Vallejo, Vieco & Cía, Medellín 1998 y La vida en rojo: Una biografía del Che Guevara de Jorge Castañeda Gutman, Folio/ABC, Madrid 2003. Es autor de la introducción de La Guerra Civil en sus documentos, Belaqva, 2004.

## Premios y reconocimientos
- Premio Trelles Villademoros, otorgado por el Cuerpo de la Nobleza de Asturias por su labor histórica y cultural (2013).[8]
- Premio 'Jaime de Foxá, de periodismo venatorio, otorgado por el Real Club de Monteros (2015).[9]
- Cruz de Caballero de la Orden del Mérito de la República de Hungría (2019).[10]

## Asociaciones
Es miembro de la:
- Asociación de la Prensa de Madrid (APM)
- Junta directiva de la Asociación de Periodistas Europeos
- Presidente del Comité Español por la Unión Paneuropea, cargo en el que sucedió a Íñigo Méndez de Vigo.
- Presidente de la Cofradía de la Buena Mesa y Commandeur de la Commanderie de Madrid de los Vinos de Burdeos (desde 2020)
- Es miembro fundador de la Fundación Amigos del Museo del Prado.
- Caballero de Orden de Caballería del Santo Sepulcro de Jerusalén en grado de Comendador Gran Oficial.
- Caballero de Justicia de la Orden Constantiniana de San Jorge.
- Consejo Científico del Real Instituto Elcano de Estudios Internacionales y Estratégicos.

Ha sido: 
- Presidente del Comité Español por la Unión Paneuropea, cargo en el que sucedió a Íñigo Méndez de Vigo.
- Vicepresidente de la sección española de Reporteros Sin Fronteras.
- Miembro del Consejo de Administración de Estudios de Política Exterior S.A., durante veinticinco años.
- Colaborador de la revista de pensamiento "Veintiuno" en cuyo número 5, primavera de 1990, publicó el artículo "El avispero balcánico" en el que se anticipaba la ruptura de Yugoslavia y la consiguiente guerra.
- Colaboró en la creación de European Dailies Alliance (EDA) (mayo, 2001), de la que fue su primer secretario general. La EDA agrupó a cuatro grandes periódicos europeos: The Daily Telegraph, Le Figaro, ABC (periódico) y Die Welt.

## Genealogía
| \| \| \| \| \| \| \| \| \| \| \| \| \| \| \| \| \| \| \| \| 4. Ramiro Pérez de Herrera \| \| \| \| \| \| \| \| \| \| \| \| \| \| \| \| \| \| \| \| \| \| \| \| \| \| \| \| \| \| \| \| \| \| \| \| \| \| \| \| \| \| \| \| \| \| \| \| \| \| \| \| \| \| 2. Jaime Pérez Maura y Herrera \| \| \| \| \| \| \| \| \| \| \| \| \| \| \| \| \| \| \| \| \| \| \| \| \| \| \| \| \| \| \| \| \| \| \| \| \| \| \| \| \| \| \| \| \| \| \| \| \| \| \| \| \| \| 20. Antonio Maura Montaner \| \| \| \| \| \| \| \| \| \| \| \| \| \| \| \| \| \| \| \| \| \| \| \| \| \| \| \| \| \| \| \| \| \| \| \| \| \| \| \| \| \| \| \| \| \| \| \| \| \| \| \| \| \| 10. Gabriel Maura y Gamazo \| \| \| \| \| \| \| \| \| \| \| \| \| \| \| \| \| \| \| \| \| \| \| \| \| \| \| \| \| \| \| \| \| \| \| \| \| \| \| \| \| \| \| \| \| \| \| \| \| \| \| \| \| \| 21. Constancia Gamazo Calvo \| \| \| \| \| \| \| \| \| \| \| \| \| \| \| \| \| \| \| \| \| \| \| \| \| \| \| \| \| \| \| \| \| \| \| \| \| \| \| \| \| \| \| \| \| \| \| \| \| \| \| \| \| \| 5. Gabriela Maura de Herrera \| \| \| \| \| \| \| \| \| \| \| \| \| \| \| \| \| \| \| \| \| \| \| \| \| \| \| \| \| \| \| \| \| \| \| \| \| \| \| \| \| \| \| \| \| \| \| \| \| \| \| \| \| \| 22. Ramón de Herrera y Gutiérrez \| \| \| \| \| \| \| \| \| \| \| \| \| \| \| \| \| \| \| \| \| \| \| \| \| \| \| \| \| \| \| \| \| \| \| \| \| \| \| \| \| \| \| \| \| \| \| \| \| \| \| \| \| \| 11. Julia de Herrera y Herrera \| \| \| \| \| \| \| \| \| \| \| \| \| \| \| \| \| \| \| \| \| \| \| \| \| \| \| \| \| \| \| \| \| \| \| \| \| \| \| \| \| \| \| \| \| \| \| \| \| \| \| \| \| \| 23. Manuela de Herrera y Sousa \| \| \| \| \| \| \| \| \| \| \| \| \| \| \| \| \| \| \| \| \| \| \| \| \| \| \| \| \| \| \| \| \| \| \| \| \| \| \| \| \| \| \| \| \| \| \| \| \| \| \| \| \| \| 1. Ramón Pérez-Maura García \| \| \| \| \| \| \| \| \| \| \| \| \| \| \| \| \| \| \| \| \| \| \| \| \| \| \| \| \| \| \| \| \| \| \| \| \| \| \| \| \| \| \| \| \| \| \| \| \| \| \| \| \| \| 6. Manuel García Noreña \| \| \| \| \| \| \| \| \| \| \| \| \| \| \| \| \| \| \| \| \| \| \| \| \| \| \| \| \| \| \| \| \| \| \| \| \| \| \| \| \| \| \| \| \| \| \| \| \| \| \| \| \| \| 3. Elena García Botín \| \| \| \| \| \| \| \| \| \| \| \| \| \| \| \| \| \| \| \| \| \| \| \| \| \| \| \| \| \| \| \| \| \| \| \| \| \| \| \| \| \| \| \| \| \| \| \| \| \| \| \| \| \| 14. Emilio Botín López \| \| \| \| \| \| \| \| \| \| \| \| \| \| \| \| \| \| \| \| \| \| \| \| \| \| \| \| \| \| \| \| \| \| \| \| \| \| \| \| \| \| \| \| \| \| \| \| \| \| \| \| \| \| 7. Elena Botín y Sanz de Sautuola \| \| \| \| \| \| \| \| \| \| \| \| \| \| \| \| \| \| \| \| \| \| \| \| \| \| \| \| \| \| \| \| \| \| \| \| \| \| \| \| \| \| \| \| \| \| \| \| \| \| \| \| \| \| 30. Marcelino Sanz de Sautuola y Pedrueca \| \| \| \| \| \| \| \| \| \| \| \| \| \| \| \| \| \| \| \| \| \| \| \| \| \| \| \| \| \| \| \| \| \| \| \| \| \| \| \| \| \| \| \| \| \| \| \| \| \| \| \| \| \| 15. María Sanz de Sautuola y Escalante \| \| \| \| \| \| \| \| \| \| \| \| \| \| \| \| \| \| \| \| \| \| \| \| \| \| \| \| \| \| \| \| \| \| \| \| \| \| \| \| \| \| \| \| \| \| \| \| \| \| \| \| \| \| 31. Concepción Escalante Prieto \| \| \| \| \| \| \| \| \| \| \| \| \| \| \| \| \| \| \| \| \| \| \| \| \| \| \| \| \| \| \| \| \| \| \| \| \| \| \| \| \| \| \| \| \| \| \| \| \| \| \| \| |                                           |  |  |  |  |  |  |  |  |  |  |  |  |  |  |  |
| |                                           |  |  |  |  |  |  |  |  |  |  |  |  |  |  |  |
| | 4. Ramiro Pérez de Herrera                |  |  |  |  |  |  |  |  |  |  |  |  |  |  |  |
| |                                           |  |  |  |  |  |  |  |  |  |  |  |  |  |  |  |
| |                                           |  |  |  |  |  |  |  |  |  |  |  |  |  |  |  |
| | 2. Jaime Pérez Maura y Herrera            |  |  |  |  |  |  |  |  |  |  |  |  |  |  |  |
| |                                           |  |  |  |  |  |  |  |  |  |  |  |  |  |  |  |
| |                                           |  |  |  |  |  |  |  |  |  |  |  |  |  |  |  |
| | 20. Antonio Maura Montaner                |  |  |  |  |  |  |  |  |  |  |  |  |  |  |  |
| |                                           |  |  |  |  |  |  |  |  |  |  |  |  |  |  |  |
| |                                           |  |  |  |  |  |  |  |  |  |  |  |  |  |  |  |
| | 10. Gabriel Maura y Gamazo                |  |  |  |  |  |  |  |  |  |  |  |  |  |  |  |
| |                                           |  |  |  |  |  |  |  |  |  |  |  |  |  |  |  |
| |                                           |  |  |  |  |  |  |  |  |  |  |  |  |  |  |  |
| | 21. Constancia Gamazo Calvo               |  |  |  |  |  |  |  |  |  |  |  |  |  |  |  |
| |                                           |  |  |  |  |  |  |  |  |  |  |  |  |  |  |  |
| |                                           |  |  |  |  |  |  |  |  |  |  |  |  |  |  |  |
| | 5. Gabriela Maura de Herrera              |  |  |  |  |  |  |  |  |  |  |  |  |  |  |  |
| |                                           |  |  |  |  |  |  |  |  |  |  |  |  |  |  |  |
| |                                           |  |  |  |  |  |  |  |  |  |  |  |  |  |  |  |
| | 22. Ramón de Herrera y Gutiérrez          |  |  |  |  |  |  |  |  |  |  |  |  |  |  |  |
| |                                           |  |  |  |  |  |  |  |  |  |  |  |  |  |  |  |
| |                                           |  |  |  |  |  |  |  |  |  |  |  |  |  |  |  |
| | 11. Julia de Herrera y Herrera            |  |  |  |  |  |  |  |  |  |  |  |  |  |  |  |
| |                                           |  |  |  |  |  |  |  |  |  |  |  |  |  |  |  |
| |                                           |  |  |  |  |  |  |  |  |  |  |  |  |  |  |  |
| | 23. Manuela de Herrera y Sousa            |  |  |  |  |  |  |  |  |  |  |  |  |  |  |  |
| |                                           |  |  |  |  |  |  |  |  |  |  |  |  |  |  |  |
| |                                           |  |  |  |  |  |  |  |  |  |  |  |  |  |  |  |
| | 1. Ramón Pérez-Maura García               |  |  |  |  |  |  |  |  |  |  |  |  |  |  |  |
| |                                           |  |  |  |  |  |  |  |  |  |  |  |  |  |  |  |
| |                                           |  |  |  |  |  |  |  |  |  |  |  |  |  |  |  |
| | 6. Manuel García Noreña                   |  |  |  |  |  |  |  |  |  |  |  |  |  |  |  |
| |                                           |  |  |  |  |  |  |  |  |  |  |  |  |  |  |  |
| |                                           |  |  |  |  |  |  |  |  |  |  |  |  |  |  |  |
| | 3. Elena García Botín                     |  |  |  |  |  |  |  |  |  |  |  |  |  |  |  |
| |                                           |  |  |  |  |  |  |  |  |  |  |  |  |  |  |  |
| |                                           |  |  |  |  |  |  |  |  |  |  |  |  |  |  |  |
| | 14. Emilio Botín López                    |  |  |  |  |  |  |  |  |  |  |  |  |  |  |  |
| |                                           |  |  |  |  |  |  |  |  |  |  |  |  |  |  |  |
| |                                           |  |  |  |  |  |  |  |  |  |  |  |  |  |  |  |
| | 7. Elena Botín y Sanz de Sautuola         |  |  |  |  |  |  |  |  |  |  |  |  |  |  |  |
| |                                           |  |  |  |  |  |  |  |  |  |  |  |  |  |  |  |
| |                                           |  |  |  |  |  |  |  |  |  |  |  |  |  |  |  |
| | 30. Marcelino Sanz de Sautuola y Pedrueca |  |  |  |  |  |  |  |  |  |  |  |  |  |  |  |
| |                                           |  |  |  |  |  |  |  |  |  |  |  |  |  |  |  |
| |                                           |  |  |  |  |  |  |  |  |  |  |  |  |  |  |  |
| | 15. María Sanz de Sautuola y Escalante    |  |  |  |  |  |  |  |  |  |  |  |  |  |  |  |
| |                                           |  |  |  |  |  |  |  |  |  |  |  |  |  |  |  |
| |                                           |  |  |  |  |  |  |  |  |  |  |  |  |  |  |  |
| | 31. Concepción Escalante Prieto           |  |  |  |  |  |  |  |  |  |  |  |  |  |  |  |
| |                                           |  |  |  |  |  |  |  |  |  |  |  |  |  |  |  |
| |                                           |  |  |  |  |  |  |  |  |  |  |  |  |  |  |  |